# Eriospermum capense
Eriospermum capense là một loài thực vật có hoa trong họ Măng tây. Loài này được (L.) T.M.Salter mô tả khoa học đầu tiên năm 1941.